# Menachem Birnbaum

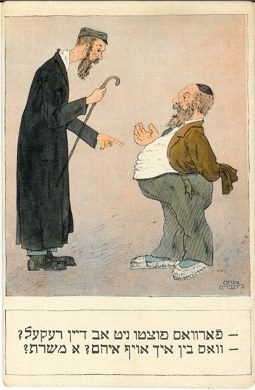
Karikatur

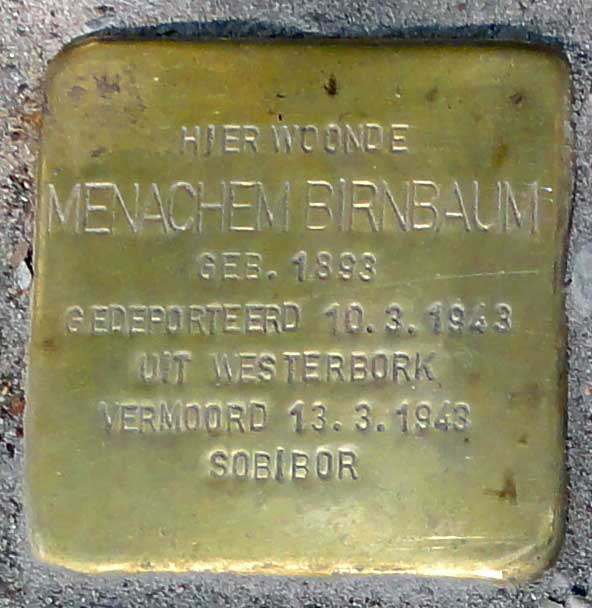
Stolperstein in Gouda

Menachem Birnbaum (auch: Menachem Ascher, Acher; geboren 13. März 1893 in Wien, Österreich-Ungarn; gestorben wahrscheinlich 1944 in einem Vernichtungslager) war ein jüdischer Buchkünstler, Porträtzeichner und Buchillustrator.

## Leben
Menachem Birnbaum war der zweite Sohn des jüdischen Schriftstellers und Aktivisten Nathan Birnbaum und dessen Frau Rosa Korngut. Er war der Bruder von Salomon Birnbaum und Uriel Birnbaum. Birnbaum war verheiratet mit Ernestine (Tina) Esther Helfmann. Ihre Kinder waren Rafael Zwi und Hana. 
Birnbaum lebte 1911 bis 1914 und 1919 bis 1933 in Berlin und arbeitete als freischaffender Künstler, als Verlagsleiter des Welt-Verlages und für jüdische Verlage in Berlin. Seit 1924 betrieb er einen Elektro-Großhandel. 1933 emigrierte er in die Niederlande. 
Hier wurde er im Frühjahr 1943 von der Gestapo verhaftet und wahrscheinlich mit einigen seiner Angehörigen in einem Konzentrationslager der Nationalsozialisten ermordet. Menachem Birnbaum selbst mutmaßlich in Auschwitz 1944, Tina, Rafael Zwi und Hana Birnbaum vielleicht schon in Sobibor 1943. Einer anderen Quelle zufolge starb die vierköpfige Familie am 13. März 1943 im KZ Sobibor.

## Werke
- Das Hohe Lied, Berlin 1912
- Der Aschmedaj (Zeitschrift), Berlin-Warschau 1912
- Schlemiel (Zeitschrift), Berlin 1919–1920 (Schriftleitung des künstlerischen Teils)
- Das jüdische Jugendbuch (gemeinsam mit Cheskel Zwi Klötzel, Moritz Steinhardt, Heinrich Loewe), Berlin, Welt-Verlag, 1920[2]
- Chad Gadjo, Berlin 1920
- Chad Gadjo, Scheveningen 1935
- Menachem Birnbaum zeigt Karikaturen, Den Haag 1937